# Owl
Pour les articles homonymes, voir OWL.
 (septembre 2024).
 (septembre 2024).
Si vous disposez d'ouvrages ou d'articles de référence ou si vous connaissez des sites web de qualité traitant du thème abordé ici, merci de compléter l'article en donnant les références utiles à sa vérifiabilité et en les liant à la section « Notes et références ».
Owl est un yacht classique (encore appelé voilier traditionnel ou voilier d'époque), gréé en ketch aurique, construit en 1909 à Southampton en Grande-Bretagne par le chantier White Brothers.
Depuis les années 2010, il est exploité par Red Crew Events et loué pour de la navigation en mer Méditerranée.

## Contexte historique
Dessiné en 1909 par l'architecte naval britannique Frederick Shepherd, Owl mesurait à l'origine 14,50 m (longueur de pont) et fut rallongé en 1921 pour gagner en vitesse. Acheté en 1974 par des propriétaires français basés à Saint-Malo puis par un propriétaire italien en 1990 qui l’a gardé jusqu’en 2011, il a été entièrement restauré entre 1993 et 1996 à l’école de charpenterie de marine de Lowestoft en Écosse.
En 2001, il remporte la coupe Bouvet Ladubay du Patrimoine Maritime de La Rochelle.

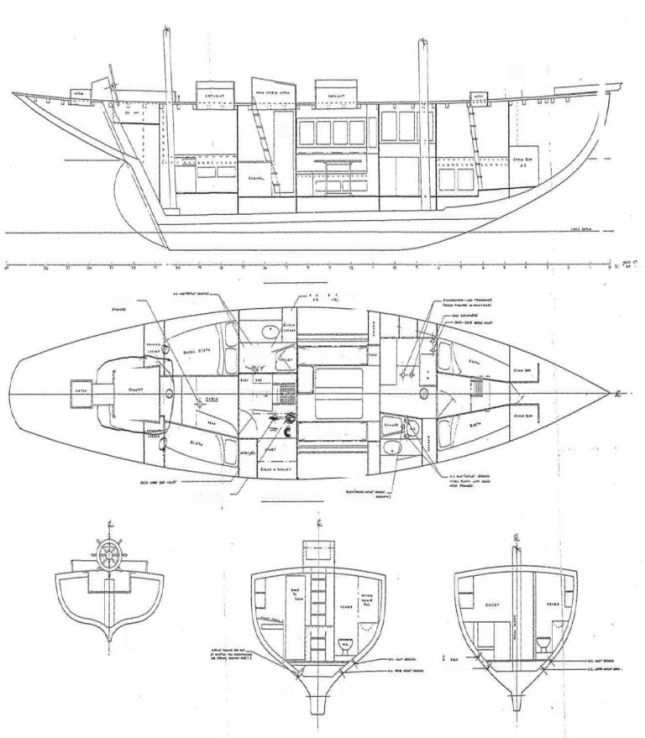
Plans de l’Owl

## Un bateau préservé
Owl est un bateau d'époque et ses propriétaires successifs ont tenu à ce qu'il garde son accastillage à l'ancienne et son allure d'origine (mâts, bômes et bout-dehors en bois, poulies en bois et bronze, winchs en bronze). Son gréement fractionné (5 voiles au près en croisière) permet de le manœuvrer facilement avec un équipage réduit grâce à 4 winchs et à de gros taquets coinceurs en bronze (sauf lorsqu'il faut hisser la voile de flèche).
C'est un bateau sûr et très marin qui a déjà traversé deux fois l'Atlantique, rapide pour son âge, très équilibré et confortable.[non neutre]
Les bordés sont en pitchpin sur des membrures en chênes et des varangues en acier. Le lest est en plomb. Le pont est en teck vissé et collé sur du contreplaqué. Les boiseries intérieures sont en chêne.

## Les améliorations apportées ou les travaux d'entretien
En 2012, les joints de pont ont été refaits (800 mètres linéaires). L'aménagement intérieur a été modifié pour ajouter une cabine simple au milieu du bateau et un système de lit double coulissant dans le carré. Le bateau dispose ainsi de 4 cabines.

## Détails et pièces remarquables

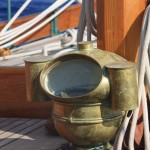
Compas en bronze
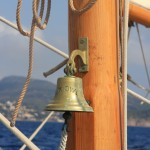
Cloche en bronze
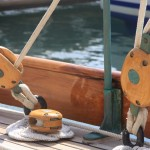
Poulie en bois
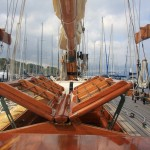
Claires-voies (skylight)
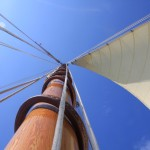
Mât en bois
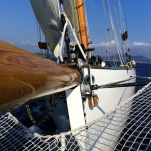
Bout-dehors

## Détail du gréement
Artimon :
- Voile aurique, 40 m2.

Mat principal :
- Grand-voile aurique, 70 m2 ;
- Voile de flèche. Celle-ci demande un équipage important pour être hissé et est portée par beau temps.

Triangle avant :
- Trinquette : Owl possédait auparavant une trinquette bômée qui a été enlevée pour plus d'efficacité mais qui a été conservée avec son espar d'origine. Son point d'amure est situé au niveau de l'étrave ;
- Foc : son point d'amure est situé au niveau du bout-dehors ;
- Clinfoc : son point d'amure est situé au niveau du bout-dehors mais au tiers de la hauteur de l'étai.

On établit d'abord la trinquette, puis le foc et enfin le clinfoc qui ne sert que par beau temps compte tenu qu'il faut aller l'affaler tout à l'avant.